# 竹下海斗
竹下 海斗（たけした かいと、2006年11月6日 - ）は、福井県大野市出身のプロ野球選手（投手・育成選手）。左投左打。広島東洋カープ所属。

## 経歴

### プロ入り前
スポーツ好きの両親の元に生まれ幼少はサッカーに興じていたが、小学生より母親の勧めで兄が所属していた地元大野市のスポーツ少年団で野球を始める。小学2年時から投手を任され、小学3年時の低学年対象地区大会で優勝投手となり最優秀選手に選ばれ野球にのめり込む。中学時には福井市のオールスター福井ヤングに所属し、大野市から通ってプレーした。この時に福井県の強豪、敦賀気比高等学校の東哲平監督の目に留まり、同校に進学することとなった。
敦賀気比高では1学年上に、後に横浜DeNAベイスターズに入団する高見澤郁魅がいた。1年時の2022年夏の甲子園大会では、一年生で唯一となるベンチ入り。1回戦の対高岡商戦で甲子園初登板を果たし、3回戦の対聖光学院戦ではビハインドで中継ぎ登板するも2回1/3を4失点と相手の勢いを抑えられず、チームは敗退した。2年時の2023年春の甲子園大会では初戦（シード2回戦）で優勝候補の対大阪桐蔭戦に先発登板、前田悠伍と投げ合った。変化球を効果的に使い、相手強力打線を6回5安打2失点に抑える好投を見せるも、チームは前田を打ち崩せず敗戦した。エースナンバーを背負った夏の県予選大会では、準々決勝の対福井商戦で先発するも初回から制球を乱し敗戦、春夏連続出場を逃した。3年時に出場した2024年春の甲子園大会は、大会前の2月にインフルエンザに罹患し体重が4kg減るなど万全な状態ではなかったが、初戦の対明豊戦では、6安打を許し再三のピンチを背負いながらも9回一死まで146球無失点の粘投を見せた。試合は後続がサヨナラ打を喫し敗戦。夏の県大会では決勝戦で北陸高校に敗れ、高校時代最後の甲子園出場を逃した。
その後9月にプロ志望届を提出、10月24日の2024年ドラフト会議にて広島東洋カープより育成2位で指名を受けた。担当スカウトは髙山健一。同年11月20日に支度金319万円、年俸250万円（金額は推定）で仮契約を結んだ。背番号は126。

## 選手としての特徴
投手としては最速140km/hのストレートに、カーブやチェンジアップで緩急を駆使した投球術が持ち味。球の出所が見づらい独特の投球フォームで、打たせて取るスタイル。
高校時代は打者としてもクリーンナップで活躍、巧みなバットコントロールに定評がある。
目標とする投手に、敦賀気比高OBで同じ左腕の内海哲也を挙げている。また同じ福井県出身高卒左腕で広島東洋カープの先輩となる玉村昇悟について、「投球タイプが似ているので、教えてもらいたい」と語っている。

## 人物
小学1年時に母親の勧めでサッカーから野球に転向したが、その時すでに母親は癌を患っており、余命宣告を受けていた。病身を押して熱心に竹下の野球の応援や活動のサポートをしていたが、竹下が小学3年の時に他界。応援してくれた母親のためにも甲子園で活躍したいという思いが、高校時代の原動力の1つになった。以降は父親と祖母が送迎や栄養管理、時には練習相手など、大野市から福井市のチームに通う中学時代の竹下を温かくサポートし、「そのおかげで野球をずっと好きでいられた」とプロ指名時に感謝の思いを寄せている。

## 詳細情報

### 背番号
- 126（2025年[13] - ）